# Condé-sur-l’Escaut
Condé-sur-l’Escaut település Franciaországban, Nord megyében. Lakosainak száma 9297 fő (2022. január 1.). Condé-sur-l’Escaut Péruwelz, Saint-Aybert, Thivencelle, Vieux-Condé, Fresnes-sur-Escaut, Quarouble és Bernissart községekkel határos.

## Népesség
A település népességének változása:
| Lakosok száma | 9741 | 9630 | 9742 | 9698 | 9586 | 9515 | 9445 | 9396 | 9297 |
|               | 2013 | 2015 | 2016 | 2017 | 2018 | 2019 | 2020 | 2021 | 2022 |